# Valmestroff
Valmestroff település Franciaországban, Moselle megyében. Lakosainak száma 352 fő (2022. január 1.). Valmestroff Distroff, Elzange, Basse-Ham, Kœnigsmacker és Kuntzig községekkel határos.

## Népesség
A település népessége az elmúlt években az alábbi módon változott:
| Lakosok száma | 250  | 270  | 294  | 308  | 311  | 314  | 329  | 340  | 352  |
|               | 2013 | 2015 | 2016 | 2017 | 2018 | 2019 | 2020 | 2021 | 2022 |